# Marion Steenhuis
Marion Steenhuis es una deportista neerlandesa que compitió en vela en la clase Laser Radial. Ganó una medalla de oro en el Campeonato Mundial de Laser Radial de 1982 y dos medallas en el Campeonato Europeo de Laser Radial, bronce en 1981 y oro en 1984.

## Palmarés internacional
| Campeonato Mundial | Campeonato Mundial       | Campeonato Mundial | Campeonato Mundial |
| Año                | Lugar                    | Medalla            | Clase              |
| ------------------ | ------------------------ | ------------------ | ------------------ |
| 1982               | Porto Cervo (Italia)     | Medalla de oro     | Laser Radial       |
| Campeonato Europeo |                          |                    |                    |
| Año                | Lugar                    | Medalla            | Clase              |
| 1981               | Carnac (Francia)         | Medalla de bronce  | Laser Radial       |
| 1984               | Medemblik (Países Bajos) | Medalla de oro     | Laser Radial       |